# Rubraea chaeribula
Rubraea chaeribula is een vlinder uit de familie van de Nymphalidae. De soort is voor het eerst wetenschappelijk beschreven als Acraea chaeribula door Charles Oberthür in een publicatie uit 1893.

## Verspreiding
Deze soort komt voor in Congo-Kinshasa, Zuidwest-Tanzania en Zambia. 

## Habitat
Het habitat bestaat uit savannes en bossen met Brachystegia-soorten (Miombo).